# Uli Franz
Uli Franz (geboren am 19. April 1949 in Stuttgart) ist ein deutscher Journalist und Autor.
Nach dem Studium in München und Berlin arbeitete Franz als Journalist und Lektor. Er war drei Jahre lang China-Korrespondent verschiedener deutschsprachiger Tageszeitungen. Seit 1986 arbeitet er als freier Fotograf und Buchautor. Internationale Anerkennung erlangte er mit seiner Biografie über Deng Xiaoping. Er publizierte zahlreiche Bücher über China und Tibet.
Er lebt in München und auf der dalmatinischen Insel Brač.

## Veröffentlichungen
- Satteltanz: Radgeschichten. Books on Demand, Norderstedt 2015, ISBN 978-3-7347-7146-0.
- Die Asche meines Vaters: eine Reise zu Pferd durch Tibet. Rowohlt Berlin, Berlin 2009, ISBN 978-3-87134-595-1.
- Tibet: wissen was stimmt. Herder, Freiburg/Br. Basel Wien 2008, ISBN 978-3-451-06037-3.
- Chinas heilige Berge. Fotos Karl Johaentges. Frederking und Thaler, München 2005, ISBN 3-89405-648-7.
- Gebrauchsanweisung für Tibet. Piper, München Zürich 2000, ISBN 3-492-04134-5.
- Mit Atandra Köster: Im Schatten des Himmels: Roman. (Über Adam Schall) Dt. Taschenbuch-Verlag, München 2000, ISBN 3-423-24212-4.
- Qi-gong: Lebenskraft stärken; den Körper aktivieren, die Atmung harmonisieren, zu innerer Ausgeglichenheit finden; das GU-Übungsbuch. Gräfe und Unzer, München 1992, ISBN 3-7742-1575-8.
- Mit Liu Zihua: Die echte chinesische Küche: typische Rezepte und kulinarische Impressionen aus den vier berühmtesten Regionen. Gräfe und Unzer, München 1992, ISBN 3-7742-1265-1.
- Volksrepublik China. DuMont, Köln 1990, ISBN 3-7701-1950-9.
- Mit Ho Fu-Lung: Mit Lust und Liebe chinesisch kochen: eine kulinarische Reise durch das Reich der Mitte. Falken, Niedernhausen/Ts. 1989, ISBN 3-8068-4441-0.
- Deng Xiaoping: Chinas Erneuerer; eine Biographie. Dt. Verlags-Anstalt, Stuttgart 1987, ISBN 3-421-06371-0.[2]
- Gebrauchsanweisung für China. Piper, München Zürich 1987, ISBN 3-492-03094-7.
- Hongkong, Macau, Kanton. DuMont, Köln 1982, ISBN 3-7701-1361-6.
- Peking - Shanghai. DuMont, Köln 1981, ISBN 3-7701-1264-4.